# Przychowa
Przychowa (łac. Prichovia, niem. Preichau) – wieś w Polsce położona w województwie dolnośląskim, w powiecie lubińskim, w gminie Ścinawa. W latach 1975–1998 miejscowość administracyjnie należała do województwa legnickiego.

## Nazwa
W księdze łacińskiej Liber fundationis episcopatus Vratislaviensis (pol. Księga uposażeń biskupstwa wrocławskiego) spisanej za czasów biskupa Henryka z Wierzbna w latach 1295–1305 miejscowość wymieniona jest w zlatynizownej formie Prichovia. W dokumencie z 1210 roku wydanym przez biskupa wrocławskiego Lorenza wymieniona jest w zlatynizowanej staropolskiej formie Prichow. Nazwę miejscowości w zlatynizowanej, staropolskiej formie Prychow notuje wraz z sąsiednimi wsiami spisana po łacinie w latach 1269–1273 Księga henrykowska we fragmencie "in Glogovia ultra Prychow".

## Zabytki
Do wojewódzkiego rejestru zabytków wpisane są:
- kościół pw. św. Wawrzyńca, z XII w., gruntownie przebudowany w XVIII w.
- cmentarz przy kościele, nieczynny, z XIII w.
- park, z drugiej połowy XIX w.